# Éloïse Lièvre
Pour les articles homonymes, voir Lièvre (homonymie).
Éloïse Lièvre, née à Agen en 1974, est une écrivaine française. Elle vit et travaille à Paris.

## Biographie
Ancienne élève du lycée Michel-Montaigne à Bordeaux et de l'École normale supérieure de la rue d'Ulm (promotion B/L 1993), Éloïse Lièvre suit des études de lettres modernes, de sociologie et d'histoire de l'art. Agrégée de lettres modernes, titulaire d'un doctorat portant sur l'ensemble de l'œuvre de Marivaux, elle enseigne depuis 2007 la littérature et les sciences humaines en classes préparatoires.
En 2009, elle fait partie de la sélection de l'« opération manuscrit » du magazine Tecknikart et présente au Salon du livre de Paris le texte de ce qui deviendra La biche ne se montre pas au chasseur, publié en 2012.
Si ce premier texte relève de l'autofiction, le deuxième, Les gens heureux n'ont pas d'histoire (J.C. Lattès, 2016) assume l'autobiographie sous la forme d'un calendrier de l'Avent accompagné de portraits photographiques personnels, écrit à l'occasion des quarante ans de l'écrivain.
En août 2020, Notre dernière sauvagerie (Fayard), consacré à la place du livre dans la vie et à la valeur anthropologique et écologique de la lecture, mêle récit de soi, non-fiction, sociologie, anthropologie et analyse littéraire. Salué à sa sortie par la critique, ce livre fut en lice pour le prix de Flore 2020. Elle obtient la bourse "Brouillon d'un rêve littéraire" de la SCAM avril 2022 pour son roman Province à paraître.
Elle a  publié des textes dans les revues Espace(s), La Moitié du fourbi, Teste, La Piscine, Bonbek.

## Ouvrages
- La biche ne se montre pas au chasseur, D'un noir si bleu, 2012  (ISBN 978-2-916499-64-2)[8]
- Les gens heureux n'ont pas d'histoire, JC Lattès, 2016  (ISBN 978-2-7096-4867-7)[9]
- Notre dernière sauvagerie, Fayard, 2020  (ISBN 9782213716985)

## Prix et Distinctions
- 2022 : Province, bourse "Brouillon d'un rêve littéraire" de la SCAM.
- 2009 : La biche ne se montre pas au chasseur , finaliste pour l'opération Manuscrit du magazine Technikart.